# Byssocallis
Byssocallis — рід грибів родини Tubeufiaceae. Назва вперше опублікована 1927 року.

## Класифікація
До роду Byssocallis відносять 3 види:
- Byssocallis aphanes
- Byssocallis capensis
- Byssocallis phoebes